# Gaston Defferre
Gaston Defferre (Marsillargues, 14 settembre 1910 – Marsiglia, 7 maggio 1986) è stato un politico francese.
Sindaco di Marsiglia dal 1953 al 1986.
Laureatosi in legge, dal 1931 esercita la professione di avvocato e aderisce alla SFIO, che era la sigla che a quel tempo aveva il partito socialista. Nel 1940 aderisce alla Resistenza e nel 1942 entra in clandestinità. La sua terza moglie Edmonde Charles-Roux era una nota giornalista e scrittrice, a lungo direttrice di Vogue, figlia di François Charles-Roux che fu a lungo ambasciatore di Francia presso la Santa Sede.

## Sindaco di Marsiglia
Alla Liberazione nel 1944 sarà eletto sindaco di Marsiglia. Si dimette nel 1945 ma sarà rieletto nel 1953, e rimanendo ininterrottamente sindaco fino alla morte nel 1986. Come sindaco, ha dato impulso allo sviluppo edilizio di Marsiglia e alla costruzione della metropolitana.

## Parlamentare e Ministro della Quarta Repubblica
Durante la Quarta Repubblica francese  è deputato all'Assemblée Nationale per la SFIO dal 1945 al 1958. Segretario di Stato all'Informazione dal 26 gennaio al 24 giugno 1946, sottosegretario ai Territori francesi d'oltremare dal 16 dicembre 1946 al 22 gennaio 1947, ministro della Marina mercantile dal 12 luglio 1950 all'11 agosto 1951, ministro dei Territori francesi d'oltremare dal 1º febbraio 1956 al 13 giugno 1957. Come direttore di gabinetto sceglie il futuro Primo ministro gollista Pierre Messmer.
Nel 1958, pur essendo favorevole all'instaurazione della Quinta Repubblica francese, preferisce passare all'opposizione. È senatore dal 1959 al 1962 e di nuovo deputato all'Assemblée Nationale dal 1962 al 1981.
Nel 1967 è protagonista dell'ultimo duello in Francia. Sconfigge dopo 4 minuti di combattimento il collega René Ribière, che lo aveva sfidato alla spada per essere stato da lui insultato.

## Candidato alle presidenziali del 1969
Nel 1965 è spinto dall'Express di Jean-Jacques Servan-Schreiber a candidarsi alle presidenziali, ma preferisce rinunciare. Alle elezioni presidenziali del 1969 è il candidato unico del Partito Socialista. È consapevole di rappresentare l'ala moderata dell'elettorato progressista, e per guadagnare la fiducia dell'ala più progressista annuncia che, se eletto, nominerà Primo ministro Pierre Mendès France da poco fuoriuscito dal Parti socialiste unifié (PSU). Mendès si presta malvolentieri a questa operazione maldestra, e Defferre raccoglierà un magro 5%. Escluso dal ballottaggio, invita i suoi elettori a votare per il candidato centrista Alain Poher contro Georges Pompidou.

## Ministro di Mitterrand
L'elezione di François Mitterrand alla presidenza della Repubblica il 10 maggio 1981 segna il ritorno in grande stile di Defferre al governo, e con incarichi prestigiosi. Avrà quasi ininterrottamente il rango di ministro di Stato ed è il numero due del governo. Ministro dell'Interno e del Decentramento dal 22 maggio 1981 al 17 luglio 1984, ministro per il Piano e per l'Organizzazione territoriale dal 17 luglio 1984 al 20 marzo 1986. Rieletto deputato nel 1986, pochi giorni dopo le elezioni muore improvvisamente a causa di un attacco cardiaco. Ai suoi funerali laici a Marsiglia alla presenza del presidente della Repubblica Mitterrand, il suo elogio funebre è pronunciato dal presidente dell'Assemblée Nationale, il gollista Jacques Chaban-Delmas.

## Il decentramento
Il nome di Defferre è legato per sempre all'attuazione del decentramento in Francia attuato a partire dal 1982 (legge quadro Defferre). Sono notevolmente aumentati i poteri dei sindaci e dei presidenti delle province, mentre è ridimensionato il ruolo dei prefetti. Parigi, Lione e Marsiglia godono di un ordinamento speciale, che vede crescere le competenze degli arrondissement.